# Dylan (2007)
Dylan —estilizado como DYLAN en la portada— es un álbum recopilatorio del músico estadounidense Bob Dylan publicado por la compañía discográfica Columbia Records y Legacy Recordings en octubre de 2007. El recopilatorio fue editado en tres formatos: un disco simple con dieciocho canciones, una edición de tres discos compactos con 51 temas, y una caja recopilatoria con los tres álbumes anteriores presentados en disco compacto con imitación del vinilo, junto a diez postales y un libreto. 
Para la promoción del álbum, el DJ Mark Ronson, conocido por su trabajo con músicos como Amy Winehouse, Lily Allen y Christina Aguilera, remezcló la canción «Most Likely You'll Go Your Way (And I'll Go Mine)», disponible exclusivamente como sencillo y no incluida en el álbum. El álbum debutó en el puesto 36 de la lista estadounidense Billboard 200, con cerca de 20 000 copias vendidas durante la primera semana, y la posición diez en la lista británica UK Albums Chart.

## Lista de canciones
Edición estándar

Todas las canciones escritas y compuestas por Bob Dylan excepto donde se anota. 
| N.º | Título                          | Escritor(es)            | Duración |  |
| 1.  | «Blowin' in the Wind»           |                         | 2:47     |  |
| 2.  | «The Times They Are a-Changin'» |                         | 3:13     |  |
| 3.  | «Subterranean Homesick Blues»   |                         | 2:20     |  |
| 4.  | «Mr. Tambourine Man»            |                         | 5:26     |  |
| 5.  | «Like a Rolling Stone»          |                         | 6:09     |  |
| 6.  | «Maggie's Farm»                 |                         | 3:56     |  |
| 7.  | «Positively 4th Street»         |                         | 3:54     |  |
| 8.  | «Just Like a Woman»             |                         | 4:51     |  |
| 9.  | «Rainy Day Women #12 & 35»      |                         | 4:36     |  |
| 10. | «All Along the Watchtower»      |                         | 2:33     |  |
| 11. | «Lay, Lady, Lay»                |                         | 3:19     |  |
| 12. | «Knockin' on Heaven's Door»     |                         | 2:33     |  |
| 13. | «Tangled Up in Blue»            |                         | 5:42     |  |
| 14. | «Hurricane»                     | Bob Dylan, Jacques Levy | 8:34     |  |
| 15. | «Make You Feel My Love»         |                         | 3:33     |  |
| 16. | «Things Have Changed»           |                         | 5:09     |  |
| 17. | «Someday Baby»                  |                         | 4:56     |  |
| 18. | «Forever Young»                 |                         | 4:55     |  |

| Disco extra de edición limitada |                                                                      |          |  |
| N.º                             | Título                                                               | Duración |  |
| 1.                              | «Most Likely You Go Your Way (And I'll Go Mine)» (Mark Ronson Remix) | 3:41     |  |
| 2.                              | «Most Likely You Go Your Way (And I'll Go Mine)»                     | 3:29     |  |
| 3.                              | «Down Along The Cove»                                                | 6:08     |  |

Edición deluxe
| Disco uno |                                                  |          |  |
| N.º       | Título                                           | Duración |  |
| 1.        | «Song to Woody»                                  | 2:42     |  |
| 2.        | «Blowin' in the Wind»                            | 2:48     |  |
| 3.        | «Masters of War»                                 | 4:33     |  |
| 4.        | «Don't Think Twice, It's All Right»              | 3:39     |  |
| 5.        | «A Hard Rain's A-Gonna Fall»                     | 6:51     |  |
| 6.        | «The Times They Are a-Changin'»                  | 3:14     |  |
| 7.        | «All I Really Want to Do»                        | 4:05     |  |
| 8.        | «My Back Pages»                                  | 4:23     |  |
| 9.        | «It Ain't Me, Babe»                              | 3:34     |  |
| 10.       | «Subterranean Homesick Blues»                    | 2:19     |  |
| 11.       | «Mr. Tambourine Man»                             | 5:26     |  |
| 12.       | «Maggie's Farm»                                  | 3:56     |  |
| 13.       | «Like a Rolling Stone»                           | 6:09     |  |
| 14.       | «It's All Over Now, Baby Blue»                   | 4:14     |  |
| 15.       | «Positively 4th Street»                          | 3:54     |  |
| 16.       | «Rainy Day Women #12 & 35»                       | 4:35     |  |
| 17.       | «Just Like a Woman»                              | 4:52     |  |
| 18.       | «Most Likely You Go Your Way (And I'll Go Mine)» | 3:29     |  |
| 19.       | «All Along the Watchtower»                       | 2:31     |  |

| Disco dos |                                          |                         |          |  |
| N.º       | Título                                   | Escritor(es)            | Duración |  |
| 1.        | «You Ain't Goin' Nowhere»                |                         | 2:44     |  |
| 2.        | «Lay, Lady, Lay»                         |                         | 3:19     |  |
| 3.        | «If Not for You»                         |                         | 2:41     |  |
| 4.        | «I Shall Be Released»                    |                         | 3:03     |  |
| 5.        | «Knockin' on Heaven's Door»              |                         | 2:31     |  |
| 6.        | «On a Night Like This»                   |                         | 2:58     |  |
| 7.        | «Forever Young»                          |                         | 4:56     |  |
| 8.        | «Tangled Up in Blue»                     |                         | 5:41     |  |
| 9.        | «Simple Twist of Fate»                   |                         | 4:17     |  |
| 10.       | «Hurricane»                              | Bob Dylan, Jacques Levy | 8:34     |  |
| 11.       | «Changing of the Guards»                 |                         | 6:34     |  |
| 12.       | «Gotta Serve Somebody»                   |                         | 5:24     |  |
| 13.       | «Precious Angel»                         |                         | 6:33     |  |
| 14.       | «The Groom's Still Waiting at the Altar» |                         | 4:05     |  |
| 15.       | «Jokerman»                               |                         | 6:17     |  |
| 16.       | «Dark Eyes»                              |                         | 5:07     |  |

| Disco tres |                                   |                          |          |  |
| N.º        | Título                            | Escritor(es)             | Duración |  |
| 1.         | «Blind Willie McTell»             |                          | 5:54     |  |
| 2.         | «Brownsville Girl»                | Bob Dylan, Sam Shepard   | 11:05    |  |
| 3.         | «Silvio»                          | Bob Dylan, Robert Hunter | 3:07     |  |
| 4.         | «Ring Them Bells»                 |                          | 3:01     |  |
| 5.         | «Dignity»                         |                          | 5:37     |  |
| 6.         | «Everything Is Broken»            |                          | 3:15     |  |
| 7.         | «Under the Red Sky»               |                          | 4:10     |  |
| 8.         | «You're Gonna Quit Me»            | Tradicional              | 2:48     |  |
| 9.         | «Blood in My Eyes»                |                          | 5:04     |  |
| 10.        | «Not Dark Yet»                    |                          | 6:30     |  |
| 11.        | «Things Have Changed»             |                          | 5:09     |  |
| 12.        | «Make You Feel My Love»           |                          | 3:34     |  |
| 13.        | «High Water (For Charley Patton)» |                          | 4:04     |  |
| 14.        | «Po' Boy»                         |                          | 3:07     |  |
| 15.        | «Someday Baby»                    |                          | 4:56     |  |
| 16.        | «When the Deal Goes Down»         |                          | 5:01     |  |

## Posición en listas
| País              | Lista                    | Posición |
| ----------------- | ------------------------ | -------- |
| Alemania          | Media Control Charts     | 26       |
| Australia         | ARIA Albums Chart        | 25       |
| Austria           | Ö3 Austria Top 40        | 13       |
| Bélgica (Flandes) | Ultratop 200 Albums      | 26       |
| Bélgica (Valonia) | Ultratop 200 Albums      | 16       |
| Dinamarca         | Album Top 40             | 1        |
| España            | Promusicae Music Charts  | 6        |
| Estados Unidos    | Billboard 200            | 93       |
| Italia            | IFPI Italia              | 17       |
| Noruega           | VG-lista Top 40 Albums   | 16       |
| Nueva Zelanda     | New Zealand Albums Chart | 8        |
| Países Bajos      | Mega Albums Top 100      | 19       |
| Reino Unido       | UK Albums Chart          | 10       |
| Suecia            | Albums Top 60            | 18       |
| Suiza             | Swiss Top Albums 100     | 16       |